# Can't Stop Me (Afrojack)
Can't Stop Me is een single van de Nederlandse dj Afrojack, in samenwerking met Shermanology. Het nummer is in 2012 uitgebracht.

## Tracklist

### Single
1. "Can't Stop Me" (UK Radio Edit) — 2:55
2. "Can't Stop Me" (Club Mix) — 6:26
3. "Can't Stop Me" (Tiësto Remix) — 5:18
4. "Can't Stop Me" (Kryder & Tom Staar Vocal Mix) — 5:52
5. "Can't Stop Me" (Logistics Mix) — 4:57
6. "Can't Stop Me" (Matrix & Futurebound Vocal Mix) — 4:44
7. "Can't Stop Me" (Paperbwoy Dubstep VIP Mix) — 3:26
8. "Can't Stop Me" (TS7 Radio Edit) — 3:00
9. "Can't Stop Me" (R3HAB & Dyro Remix) — 5:27

## Hitlijsten
De single werd in Nederland een groot succes, waar het plaats 8 in de Top 40 bereikte. In de rest van de wereld was het nummer minder doorgebroken, in zowel Vlaanderen als in Wallonië bleef het in de Ultratip hangen en in Canada kwam het nummer tot plaats 81.

## Hitnoteringen

### Nederlandse Top 40
| Hitnotering: 24-03-2012 t/m 15-09-2012 | Hitnotering: 24-03-2012 t/m 15-09-2012 | Hitnotering: 24-03-2012 t/m 15-09-2012 | Hitnotering: 24-03-2012 t/m 15-09-2012 | Hitnotering: 24-03-2012 t/m 15-09-2012 | Hitnotering: 24-03-2012 t/m 15-09-2012 | Hitnotering: 24-03-2012 t/m 15-09-2012 | Hitnotering: 24-03-2012 t/m 15-09-2012 | Hitnotering: 24-03-2012 t/m 15-09-2012 | Hitnotering: 24-03-2012 t/m 15-09-2012 | Hitnotering: 24-03-2012 t/m 15-09-2012 | Hitnotering: 24-03-2012 t/m 15-09-2012 | Hitnotering: 24-03-2012 t/m 15-09-2012 | Hitnotering: 24-03-2012 t/m 15-09-2012 | Hitnotering: 24-03-2012 t/m 15-09-2012 | Hitnotering: 24-03-2012 t/m 15-09-2012 | Hitnotering: 24-03-2012 t/m 15-09-2012 | Hitnotering: 24-03-2012 t/m 15-09-2012 | Hitnotering: 24-03-2012 t/m 15-09-2012 | Hitnotering: 24-03-2012 t/m 15-09-2012 | Hitnotering: 24-03-2012 t/m 15-09-2012 | Hitnotering: 24-03-2012 t/m 15-09-2012 | Hitnotering: 24-03-2012 t/m 15-09-2012 | Hitnotering: 24-03-2012 t/m 15-09-2012 | Hitnotering: 24-03-2012 t/m 15-09-2012 | Hitnotering: 24-03-2012 t/m 15-09-2012 | Hitnotering: 24-03-2012 t/m 15-09-2012 |
| Week:                                  | 1                                      | 2                                      | 3                                      | 4                                      | 5                                      | 6                                      | 7                                      | 8                                      | 9                                      | 10                                     | 11                                     | 12                                     | 13                                     | 14                                     | 15                                     | 16                                     | 17                                     | 18                                     | 19                                     | 20                                     | 21                                     | 22                                     | 23                                     | 24                                     | 25                                     | 26                                     |
| -------------------------------------- | -------------------------------------- | -------------------------------------- | -------------------------------------- | -------------------------------------- | -------------------------------------- | -------------------------------------- | -------------------------------------- | -------------------------------------- | -------------------------------------- | -------------------------------------- | -------------------------------------- | -------------------------------------- | -------------------------------------- | -------------------------------------- | -------------------------------------- | -------------------------------------- | -------------------------------------- | -------------------------------------- | -------------------------------------- | -------------------------------------- | -------------------------------------- | -------------------------------------- | -------------------------------------- | -------------------------------------- | -------------------------------------- | -------------------------------------- |
| Positie:                               | 29                                     | 27                                     | 22                                     | 22                                     | 27                                     | 33                                     | 31                                     | 28                                     | 19                                     | 12                                     | 8                                      | 8                                      | 8                                      | 12                                     | 12                                     | 12                                     | 13                                     | 15                                     | 16                                     | 13                                     | 16                                     | 15                                     | 19                                     | 27                                     | 37                                     | 40                                     |